# 河北省农村信用社联合社
河北省农村信用社联合社是中華人民共和國河北省的一個对河北省全境的农村信用社、农村商业银行、农村合作银行負責管理、指导、协调的金融机构，成立于2005年6月29日。下轄河北省3家市农村信用合作社联合社、153家县、縣級市、区农村信用合作社联合社和1家单一法人社。

## 外部連結
- 官方网站